# انسان‌شناسی دیجیتال
انسان‌شناسی دیجیتال گونه‌ای از مطالعه انسان‌شناسانه رابطه بین انسان و فناوری عصر دیجیتال است. این حوزه نسبتاً جدید است و بنابراین نام‌های متفاوت با تاکیدات گوناگونی دارد. بعضی از این نام‌ها عبارتند از انسان‌شناسی فنی، قوم‌نگاری دیجیتال و انسان‌شناسی مجازی.

## تعریف و دورنما
فناوری دیجیتالی از کدهای صفر و یک برای ارسال پیام میان ماشین‌ها بهره‌می‌گیرد. بیشتر انسان شناسانی که از عبارت انسان‌شناسی دیجیتال استفاده می‌کنند به‌طور مشخص به فناوری اینترنت و برخط ارجاع می‌دهند. مطالعه رابطه انسان‌ها با گستره وسیع‌تر فناوری‌ها ممکن است ذیل دیگر زیرحوزه‌های انسان‌شناسی منجمله انسان‌شناسی سایبورگ قرار گیرد.
گروه انسان‌شناسی دیجیتال یکی از گروه‌های با علاقه مشترک در جامعه انسان‌شناسی آمریکا طبقه‌بندی شده‌است. ترویج استفاده از فناوری دیجیتال به مثابه ابزار تحقیقات انسان‌شناسانه، تشویق انسان شناسان به اشتراک گذاری تحقیقات با استفاده از بسترهای دیجیتالی و مشخص‌کردن شیوه‌هایی که انسان شناسان جوامع دیجیتالی را مطالعه می‌کنند مأموریت این گروه اعلام شده‌است.
خود فضای مجازی می‌تواند به عنوان محل یک میدان برای انسان‌شناسان عمل کند و به آن‌ها امکان بدهد که پدیده‌های اجتماعی فرهنگی که در هرگونه فضای تعاملی رخ می‌دهد و بروز می‌یابد را مشاهده، تحلیل و تفسیر کنند.
جوامع ملی و فراملی که با استفاده از فناوری دیجیتال ممکن شده‌اند، مجموعه‌ای از هنجارها، کرداردها، رسوم، تاریخ بیانی و حافظه جمعی مرتبط، دوره‌های مهاجرت، تعارض‌های داخلی و خارجی، ویژگی‌های زبانی و گویش‌های میم منطبق با آن جوامع جغرافیایی سنتی ایجاد می‌کنند. جوامعی که پیرامون نرم‌افزارهای آزاد و متن‌باز شکل می‌گیرند، بسترهای آنلاین مانند فورچن و ردیت و زیر وبگاه‌های آن‌ها و گروه‌های با انگیزه‌های سیاسی مانند انانیموس، ویکی‌لیکس یا جنبش اشغال از جمله نمونه‌های این پدیده‌ها هستند.
تعدادی از انسان‌شناسان دانشگاهی قوم‌نگاری‌های سنتی را در جهان‌های مجازی انجام داده‌اند، معروف‌ترین آن‌ها مطالعه دنیای وارکرافت توسط بونی ناردی و مطالعه زندگی دوم توسط تام بول‌استورف است. گابریلا کولمن روی جامعه نرم‌افزاری دبیان و شبکه هکتیوستی انانیموس کار انسان شناسانه انجام داده‌است.
تحقیقات انسان شناسانه می‌تواند به طراحان در انطباق و بهبود فناوری کمک کند. انسان‌شناس استرالیایی گنییوو بل تحقیقات تجربه کاربری گسترده در اینتل انجام داد که رویکرد شرکت به فناوری، کاربران و بازار خودش را هدایت کرد.

## روش‌شناسی

### کارمیدانی دیجیتالی
بسیاری از انسان‌شناسان دیجیتالی که جوامع برخط را مطالعه می‌کنند از روش‌های سنتی تحقیقات انسان‌شناسانه استفاده می‌کنند. آن‌ها مشاهده حین مشارکت در جوامع برخط انجام می‌دهند تا رسوم، جهان‌بینی‌های آن‌ها را یاد بگیرند و مشاهدات خودشان را با مصاحبه‌های شخصی، تحقیقات تاریخی و داده‌های کمی پشتیبانی می‌کنند. محصول آن‌ها یک قوم نگاری یا توصیف کیفی تجربه‌ها و تحلیل‌های آن‌ها است.
دیگر انسان شناسان و محققان اجتماعی تحقیقاتی انجام داده‌اند که تاکیدش روی داده‌های تولید شده توسط وبگاه‌ها و خادم‌ها است. گرچه دانشگاهیان اغلب در دسترسی به داده‌های کاربران به همان میزانی که شرکت‌های رسانه اجتماعی مانند فیسبوک و گوگل و شرکت‌های داده‌کاوی مانند اکسیوم به داده کاربران دسترسی دارند دسترسی ندارند؛ بنابراین معمولاً انسان شناسان از تکیه زیاد به بزرگ داده خودداری می‌کنند. استدلال آن‌ها اینست که انسان‌شناسی همواره با توانایی‌اش در گفتن روایت‌های کوتاه، شخصی و نکته‌دار ک داده خودش بازنمایی نمی‌کند از دیگر رشته‌ها متمایز می‌شوند.
از نظر روش، توافقی وجود ندارد که آیا تحقیق صرفاً برخط کفایت می‌کند یا باید موضوع مطالعه را به صورت جامع یعنی هم برخط و هم برون خط بررسی کرد. تام بالاشتروف که تحقیقی سه ساله به عنوان آواتار در جهان مجازی زندگی دوم انجام داده‌است از رویکرد اول پیشتیبانی می‌کند و عنوان می‌کند که نه تنها مطالعه برونخط ممکن نیست بلکه ضرورت دارد با موضوع مطالعه به شیوه خودش مواجه شویم. دیگران منجمله دنیل میلر استدلال کرده‌اند که یک تحقیق قوم نگارانه نباید برای یادیگیری در مورد زندگی بیرون از اینترنت استثنا قائل شود.
همچنین محققان بحث کرده‌اند که بهترین روش برای توصیف تفاوت میان مجازی و فیزیکی چیست. برخی معتقدند که موانع بین مجازی فیزیکی با پیشرفت‌های فناوری به سرعت در حال از میان رفتن است. در مقابل بعضی استدلال می‌کنند که گرچه فضای مجازی روی فضای فیزیکی تأثیر می‌گذارد و بلعکس اما این دو دو موجودیت مجزا در جامعه باقی می‌مانند.

### فناوری دیجیتال به عنوان ابزار انسان‌شناسی
جامعه انسان‌شناسی آمریکا رهنمودهای برخطی برای دانشجویانی که از فناوری دیحیتالی برای ذخیره و به اشتراک گذاری داده استفاده می‌کنند عرضه کرده‌است. داده می‌تواند در پایگاه‌های داده دیجیتالی بارگذاری شود تا ذخیره، اشتراک و تفسیر شود. متن و نرم‌افزارهای تحلیل عددی می‌واند برای کمک به تولید فراداده استفاده شوند. درحالی که کتابچه کد می‌تواند برای کمک به سازماندهی داده استفاده شود.

## اخلاق
کارمیدانی آنلاین چالش‌های فنی جدید عرضه می‌کند. طبق رهنمودهای جامعه انسان‌شناسان آمریکا انسان شناسانی که یک جامعه را بررسی می‌کنند باید اطمینان حاصل کنند که افراد آن جوامع می‌دانند که در حال مطالعه شدن هستند و به داده‌هایی که انسان‌شناس تولید می‌کند دسترسی دارند. گرچه بیشتر تعاملات جوامع برخط به صورت عمومی برای همه در دسترس است تا بخوانند و ممکن است سال‌های طولانی باقی بماند. انسان شناسان دیجینالی عنوان می‌کنند که سطح گشت زدن در جوامع برخط و غربال کردن آرشیوهای عمومی اخلاقی است.
جامعه انسان‌شناسی آمریکا همچنین تأکید دارد که توانایی انسان‌شناس برای گردآوری و ذخیره داده یک امتیاز است و محققان وظیفه اخلاقی دارند که داده‌های دیجیتالی را مسئولانه ذخیره کنند. این بدین معناست که هویت مشارکت کنندگان حین اشتراک گذاری داده با دیگر انسان شناسان و پشتیبان‌گیری از داده‌ها باید محافظت شود.